# Øystein Mæland
Øystein Mæland (sinh ngày 26 tháng 3 năm 1960) là một bác sĩ tâm thần, công chức và chính trị gia người Na Uy cho Đảng Lao động. Năm 2011, Mæland được bổ nhiệm làm giám đốc của Tổng cục Cảnh sát Quốc gia, một vị trí mà ông đã giữ lại cho đến tháng 8 năm 2012 khi ông từ chức sau Báo cáo của Gjørv. Ông có từ năm 2014 là giám đốc của Bệnh viện Đại học Akershus.

## Tuổi thơ và sự nghiệp
Mæland được sinh ra ở Rjukan tại quận Telemark năm 1960 với cha mẹ Einar và Bjørg Mæland, nhưng lớn lên trong khu phố của Hoff ở quận Ullern ở Oslo. Cha ông là một quản đốc nhà máy tại nhà máy bia Ringnes, mẹ ông đến văn phòng của Liên minh công nhân thành phố Na Uy. Cả cha mẹ ông đều tích cực tham gia Đoàn Thanh niên Công nhân và Mæland nói rằng "cuộc tranh luận chính trị quanh bàn ăn tối" đã trở thành một phần trong sự giáo dục của ông. Ông theo học trường y tại Đại học Oslo và lấy bằng cand.med. năm 1986.

## Đời tư
Mæland là người đồng tính công khai, và đã kết hôn với nhà trị liệu tâm lý và cố vấn mối quan hệ Rolf Nicolay Aspestrand. Cặp vợ chồng có hai đứa con, cả hai đều được sinh ra nhờ mang thai hộ ở Hoa Kỳ và sau đó được nhận nuôi. Mæland và gia đình anh hiện đang cư trú tại quận Nordberg ở Oslo.